# 3010 Ushakov
A 3010 Ushakov (ideiglenes jelöléssel 1978 SB5) egy kisbolygó a Naprendszerben. Ljudmila Ivanovna Csernih fedezte fel 1978. szeptember 27-én.